# Nerena Ruinemans

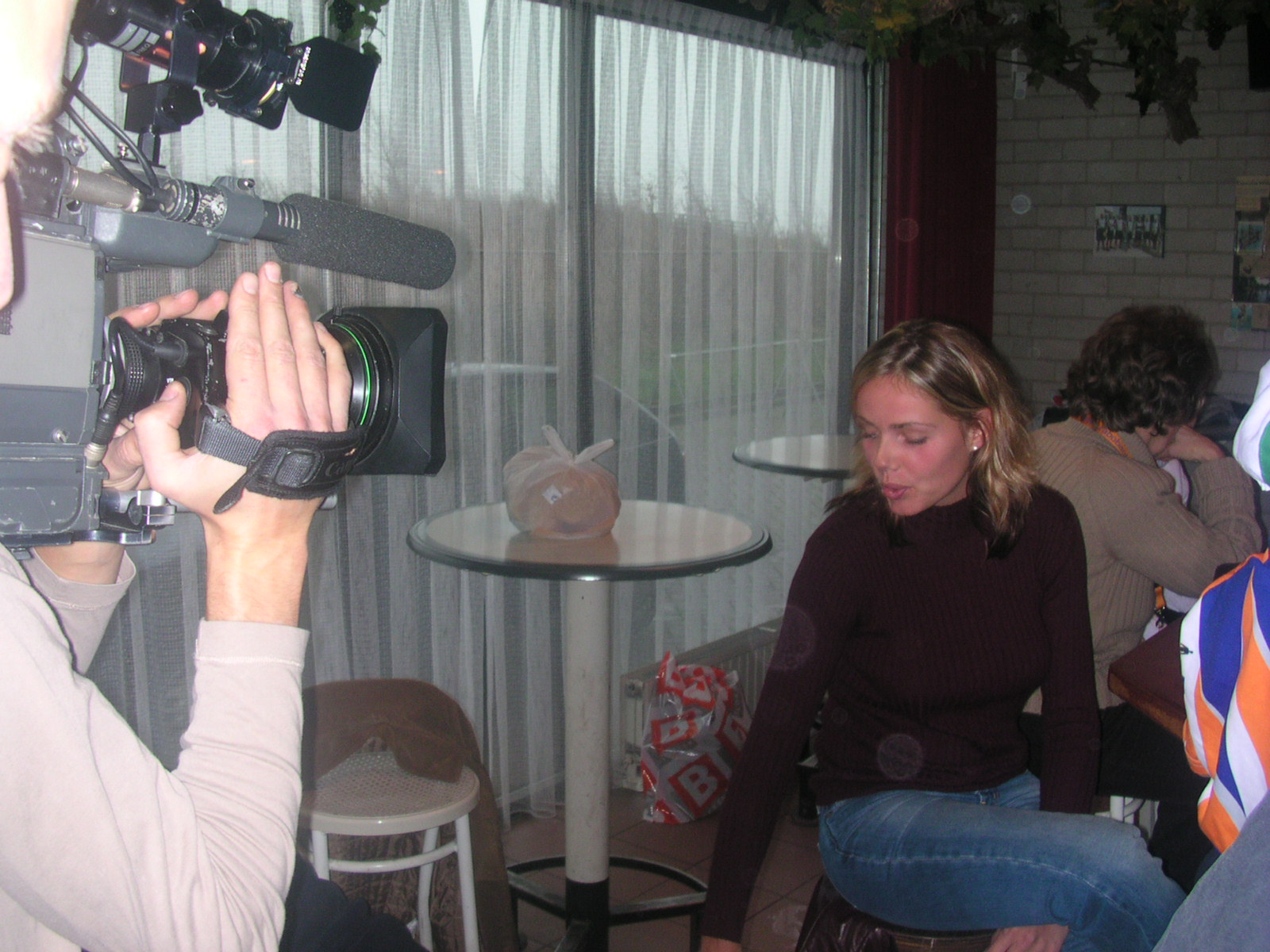
Ruinemans in 2003

Nerena Ruinemans (Steenwijk, 5 november 1979) is een Nederlands deelneemster aan een missverkiezing: ze was Miss Nederland 1998. Tegenwoordig is ze vooral bekend als de voormalig echtgenote van de wielrenner Michael Boogerd.
Ze werd geboren als een van de vier dochters van Akke en Gert Ruinemans. In 1998 werd ze Miss Nederland; in deze periode ontmoette ze Michael Boogerd met wie ze op 7 december 2002 trouwde in het Roosendaalse Oude Raadhuis. Op 7 juni 2004 werd hun zoon Mikai geboren.
In september 2008 deed Nerena Ruinemans een oproep tot een professionelere begeleiding van gestopte profwielrenners, die proberen hun weg in de maatschappij te vinden. Aanleiding was de crisissituatie waarin haar echtgenoot zich bevond nadat de Rabobankploeg hem geen betrekking had kunnen aanbieden, en het precaire punt waarop de relatie tussen haar en Michael Boogerd was beland. In november 2009 werd bekend dat de twee uit elkaar gingen.